# Арифметика любові
«Арифметика любові» — радянський художній фільм 1986 року, знятий на Свердловській кіностудії.

## Сюжет
Молодий будівельник Іван Мітюшкін, відпочиваючи на півдні, закохався в Зіну і запропонував їй руку і серце. Але Зіна одружена, а курортний роман для неї був просто розвагою. З півдня Іван вирушив на нове місце роботи до Сибіру, в тайгове селище Гарі і зустрів там молоду вдову. Але вона не може забути загиблого чоловіка…

## У ролях
- Микола Смирнов — Іван Мітюшкін
- Наталія Єгорова — Тетяна Усольцева
- Сашко Шергін — Вовка, син Тані
- Лідія Єжевська — Зоя, стюардеса
- Олена Козлітіна — Зінаїда
- Геннадій Сайфулін — Афанасій Кузьмич Таборов
- Капітоліна Ламочкіна — тітка Дуся
- Сергій Баталов — Віктор
- Олег Ніколаєвський — Семен
- Володимир Лисенков — Микола Пилипович
- Олександр Фукалов — Костя
- Олександр Ольков — Василь
- Ольга Дроздова — Тамара, попутниця Івана в літаку
- Людмила Липатникова — епізод
- Олена Орлова — стюардеса, напарниця Зої
- Юрій Шергін — Юра, другий пілот

## Знімальна група
- Режисер — Олег Ніколаєвський
- Сценарист — В'ячеслав Шугаєв
- Оператор — Віктор Осенніков
- Композитор — Євген Стіхін
- Художник — Владислав Расторгуєв